# ISO 3166-2:GE
ISO 3166-2:GE è uno standard ISO che definisce i codici geografici delle suddivisioni di primo livello della Georgia; è un sottogruppo dello standard ISO 3166-2.
I codici sono assegnati a due repubbliche autonome, a una città capitale e alle nove regioni del Paese. Sono formati da GE- (sigla ISO 3166-1 alpha-2 dello Stato) e seguito da due lettere.

## Codici
| Codice | Suddivisione                     | Tipo di suddivisione |
| ------ | -------------------------------- | -------------------- |
| GE-AB  | Abcasia                          | Repubblica autonoma  |
| GE-AJ  | Agiaria                          | Repubblica autonoma  |
| GE-TB  | Tbilisi                          | città                |
| GE-GU  | Guria                            | regione              |
| GE-IM  | Imerezia                         | regione              |
| GE-KA  | Cachezia                         | regione              |
| GE-KK  | Kvemo Kartli                     | regione              |
| GE-MM  | Mtskheta-Mtianeti                | regione              |
| GE-RL  | Rach'a-Lechkhumi e Kvemo Svaneti | regione              |
| GE-SZ  | Mingrelia-Alta Svanezia          | regione              |
| GE-SJ  | Samtskhe-Javakheti               | regione              |
| GE-SK  | Shida Kartli                     | regione              |